# Glyn Philpot
Glyn Warren Philpot (Clapham, 5 d'octubre de 1884 - Londres, 16 de desembre de 1937) va ser un pintor i escultor anglès, conegut pels seus retrats de personatges contemporanis com Siegfried Sassoon i Vladimir Rosing.
Philpot va néixer el 5 d'octubre de 1884 a Clapham (Londres), però poc després la família es va traslladar a Herne (Kent). Philpot va ser practicant cristià convertit al catolicisme romà.
Philpot va estudiar a l'Escola d'Art Lambeth el 1900, on va tenir Philip Connard de professor, i a l'Académie Julian de París. Va exposar per primera vegada a la Royal Academy el 1904 i va ser escollit membre el 1923. Va ser membre de la Societat Internacional des de 1913 i en aquest any se li va concedir la medalla d'or a l'Institut Carnegie, de Pittsburgh.
Va gaudir d'una «renda còmoda» amb els seus retrats. S'afirma que elaborava deu o dotze comissions per any per un preu d'entre 600 i 3.000 lliures esterlines per encàrrec. Això li va permetre viatjar a França, Itàlia, Estats Units i el nord d'Àfrica i continuar pintant temes menys comercials. Seguint la tradició simbolista, els temes de les seves obres van reflectir les preocupacions i contradiccions més personals: Philpot es va convertir al catolicisme, però, el seu interès pels nus masculins i pels retrats de joves -que s'han interpretat com els seus amics, models i amants- mostren la seva acceptació gradual i l'expressió de la seva pròpia homosexualitat.
Algunes d'aquestes obres posteriors van ser objecte de polèmica a causa de la seva imatgeria homosexual. Dues peces en particular, Guardià de la Flama i La gran Pan (1930), es van retirar de la Reial Acadèmia. Això va conduir a una pèrdua de popularitat que li va causar dificultats financeres.
Philpot va mantenir una relació amb el pintor Vivian Forbes a partir de 1923 i 1935. Una copa de l'amor al Museu de Brighton va servir com a testimoni de la seva relació. Glyn Philpott va morir d'un vessament cerebral al desembre de 1937 i el seu funeral es va dur a terme el 22 de desembre de 1937. Forbes es va suïcidar l'endemà.
Les seves obres s'han exposat a la Tate Gallery (1938), a l'Ashmolean Museum, a la National Portrait Gallery, de la qual va ser membre fundador el 1911, i a la Pallant House Gallery.
Va ser membre de la The International Society of Sculptors, Painters and Gravers (Societat Internacional d'Escultors, Pintors i Gravadors).

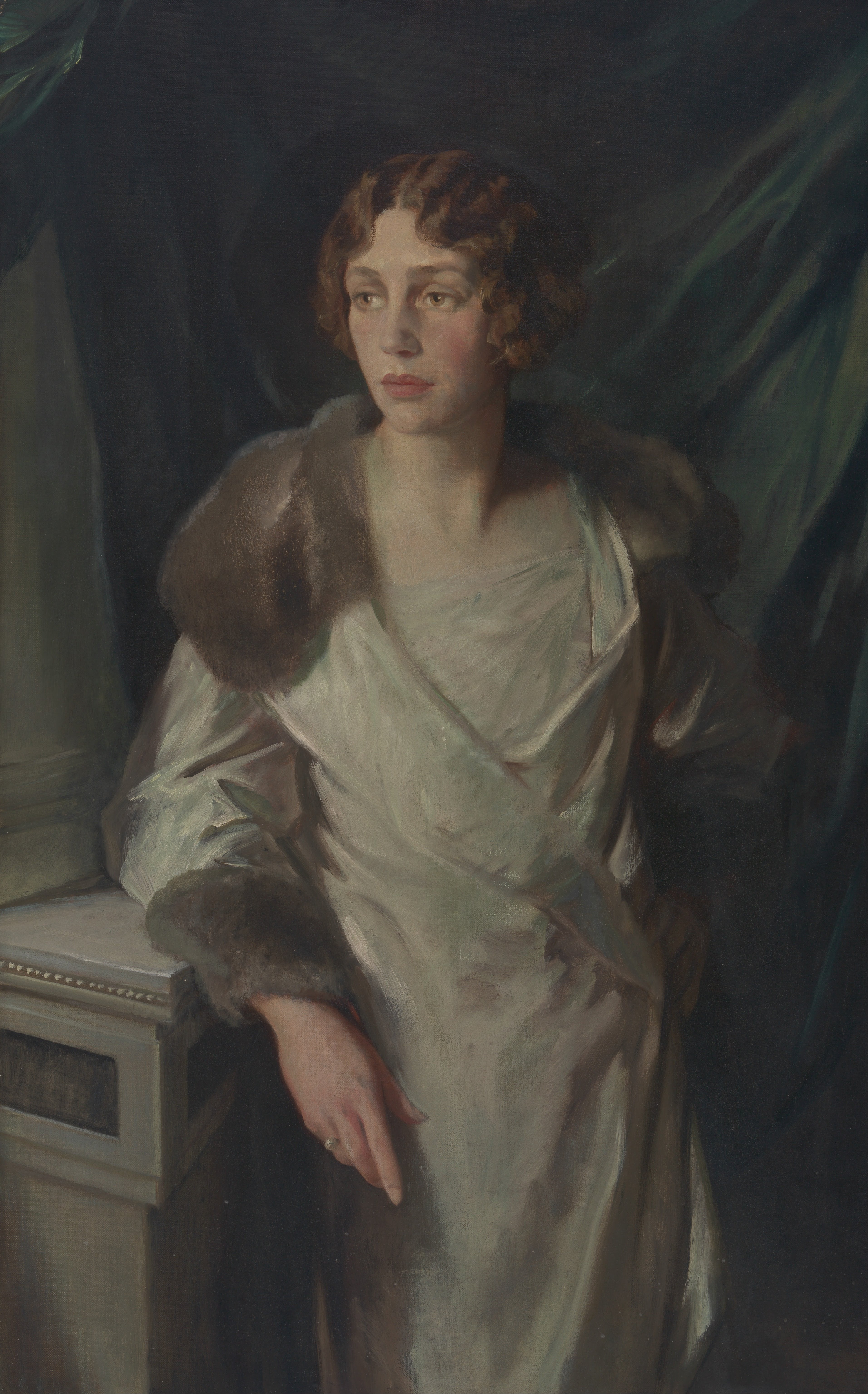
Mary Borden
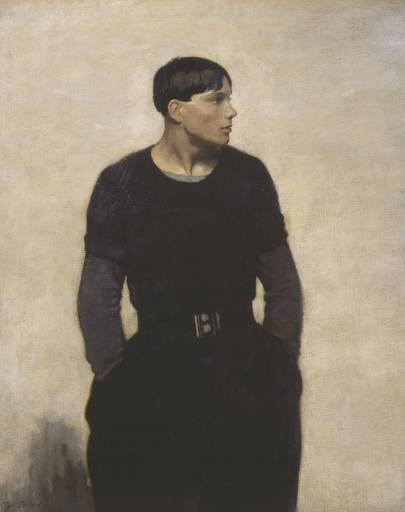
A Young Breton 1917
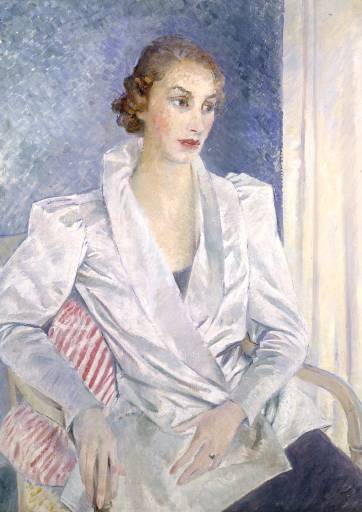
Senyora Gerard Simpson 1937
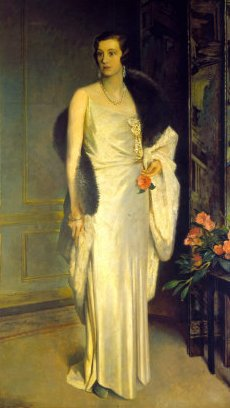
Loelia, Duquessa de Westminster
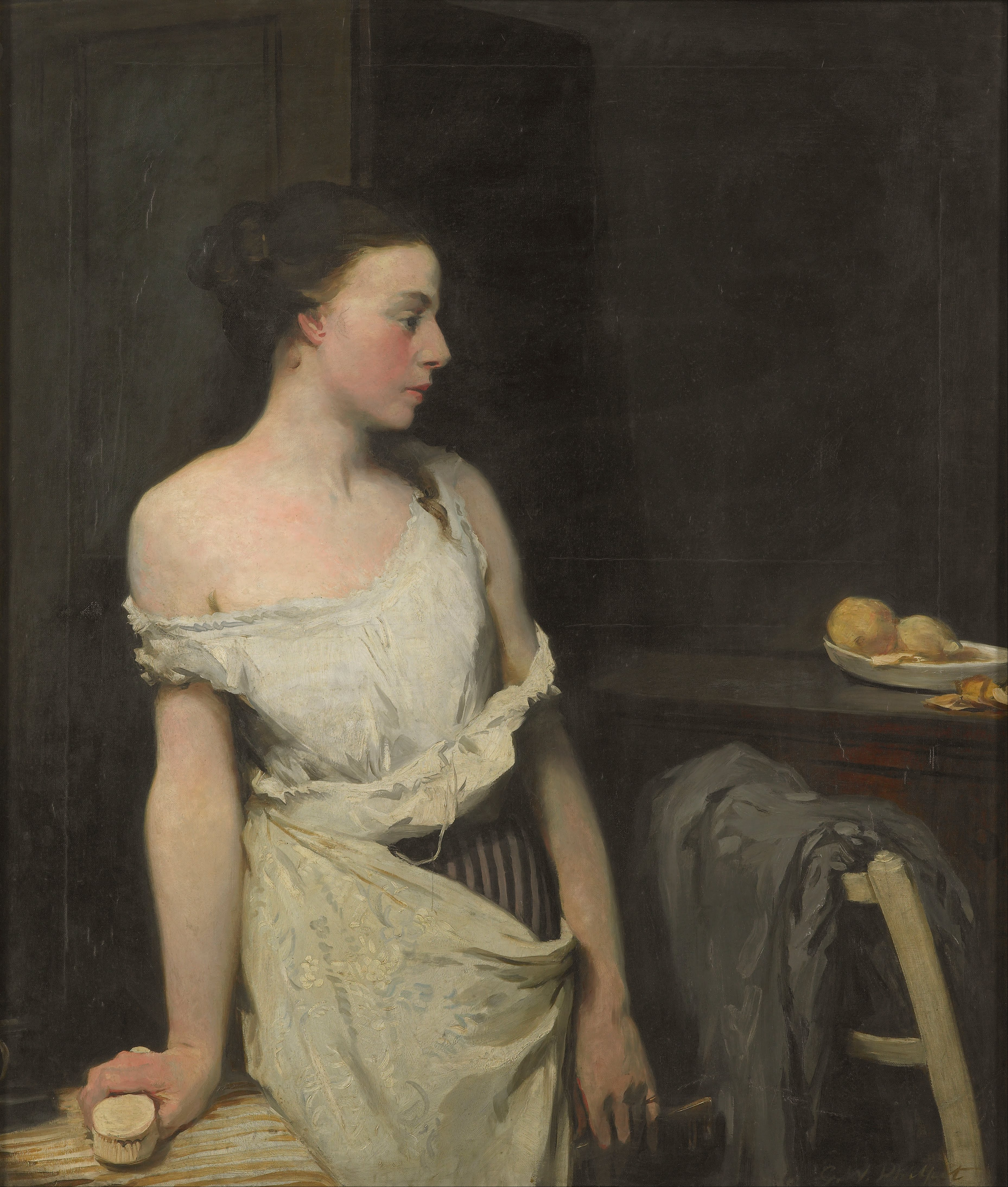
Girl at her toilet
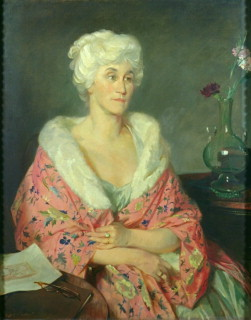
Retrat de Lady Witt
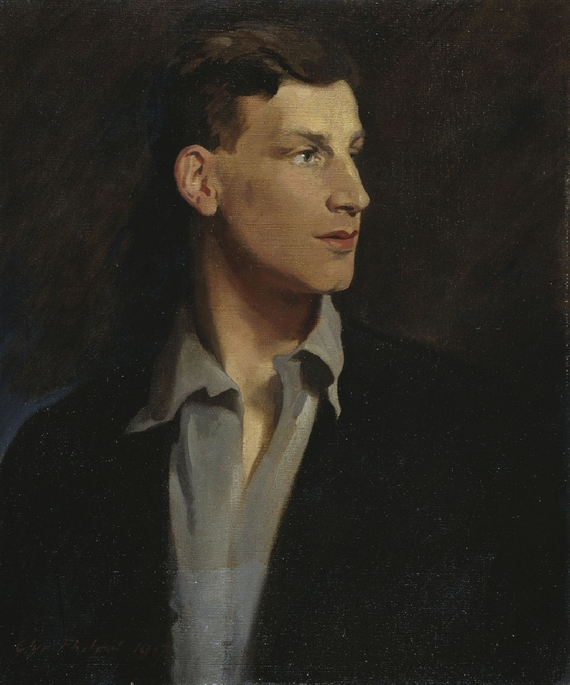
Siegfried Sassoon

## Obres
- The Elevation of the Host (1903)
- Zarzarrossa (1910)
- Portrait of Lady Witt
- Portrait of Vladimir Rosing (1919)
- Portrait of John Henry Whitley (1929)[5]
- The Great God Pan (1933)
- Lokal, Berlin
- Fugue (1931-2)
- Saint Sebastian (1932)
- Former Tenants
- M. Julien Zaire (Tom Whiskey) (1931–32)
- Vivian Forbes (1934)
- Repose on the Flight into Egypt (1922)